# Championnat de Roumanie de football
Le championnat de Roumanie de football, officiellement appelée SuperLiga, est créé en 1909. Il s'agissait à l'origine d'un tournoi regroupant des équipes de Valachie. À partir de 1921 un vrai championnat national est instauré sous forme d'un tournoi entre les champions régionaux, puis sous forme de division à partir de 1932.

## Palmarès
| Saison                      | Champion                      |
| 1909/10                     | Olimpia Bucarest (1)          |
| 1910/11                     | Olimpia Bucarest (2)          |
| 1911/12                     | Prahova Ploiesti (1)          |
| 1912/13                     | Colentina Bucarest (1)        |
| 1913/14                     | Colentina Bucarest (2)        |
| 1914/15                     | Romana-Americana Bucarest (1) |
| 1915/16                     | Prahova Ploiești (2)          |
| 1916/17                     | Non joué                      |
| 1917/18                     | Non joué                      |
| 1918/19                     | Non joué                      |
| 1919/20                     | Venus Bucarest (1)            |
| 1920/21                     | Venus Bucarest (2)            |
| 1921/22                     | Chinezul Timișoara (1)        |
| 1922/23                     | Chinezul Timișoara (2)        |
| 1923/24                     | Chinezul Timișoara (3)        |
| 1924/25                     | Chinezul Timișoara (4)        |
| 1925/26                     | Chinezul Timișoara (5)        |
| 1926/27                     | Chinezul Timișoara (6)        |
| 1927/28                     | Colțea Brașov (1)             |
| 1928/29                     | Venus Bucarest (3)            |
| 1929/30                     | Petrolul Ploięsti (1)         |
| 1930/31                     | UD Reșița (1)                 |
| 1931/32                     | Venus Bucarest (4)            |
| 1932/33                     | Ripensia Timișoara (1)        |
| 1933/34                     | Venus Bucarest (5)            |
| 1934/35                     | Ripensia Timișoara (2)        |
| 1935/36                     | Ripensia Timișoara (3)        |
| 1936/37                     | Venus Bucarest (6)            |
| 1937/38                     | Ripensia Timișoara (4)        |
| 1938/39                     | Venus Bucarest (7)            |
| 1939/40                     | Venus Bucarest (8)            |
| 1940/41                     | Unirea Tricolor Bucarest (1)  |
| Non joué entre 1942 et 1945 |                               |
| 1946/47                     | UTA Arad (1)                  |
| 1947/48                     | UTA Arad (2)                  |
| 1948/49                     | IC Oradea (1)                 |
| 1950                        | UTA Arad (3)                  |
| 1951                        | Steaua Bucarest (1)           |
| 1952                        | Steaua Bucarest (2)           |
| 1953                        | Steaua Bucarest (3)           |
| 1954                        | UTA Arad (4)                  |
| 1955                        | Dinamo Bucarest (1)           |
| 1956                        | Steaua Bucarest (4)           |
| 1957/58                     | Petrolul Ploiești (2)         |
| 1958/59                     | Petrolul Ploiești (3)         |
| 1959/60                     | Steaua Bucarest (5)           |
| 1960/61                     | Steaua Bucarest (6)           |
| 1961/62                     | Dinamo Bucarest (2)           |
| 1962/63                     | Dinamo Bucarest (3)           |
| 1963/64                     | Dinamo Bucarest (4)           |
| 1964/65                     | Dinamo Bucarest (5)           |
| 1965/66                     | Petrolul Ploiești (4)         |
| 1966/67                     | Rapid Bucarest (1)            |
| 1967/68                     | Steaua Bucarest (7)           |
| 1968/69                     | UTA Arad (5)                  |
| 1969/70                     | UTA Arad (6)                  |
| 1970/71                     | Dinamo Bucarest (6)           |
| 1971/72                     | FC Argeș Pitești (1)          |
| 1972/73                     | Dinamo Bucarest (7)           |
| 1973/74                     | Universitatea Craiova (1)     |
| 1974/75                     | Dinamo Bucarest (8)           |
| 1975/76                     | Steaua Bucarest (8)           |
| 1976/77                     | Dinamo Bucarest (9)           |
| 1977/78                     | Steaua Bucarest (9)           |
| 1978/79                     | FC Argeș Pitești (2)          |
| 1979/80                     | Universitatea Craiova (2)     |
| 1980/81                     | Universitatea Craiova (3)     |
| 1981/82                     | Dinamo Bucarest (10)          |
| 1982/83                     | Dinamo Bucarest (11)          |
| 1983/84                     | Dinamo Bucarest (12)          |
| 1984/85                     | Steaua Bucarest (10)          |
| 1985/86                     | Steaua Bucarest (11)          |
| 1986/87                     | Steaua Bucarest (12)          |
| 1987/88                     | Steaua Bucarest (13)          |
| 1988/89                     | Steaua Bucarest (14)          |
| 1989/90                     | Dinamo Bucarest (13)          |
| 1990/91                     | Universitatea Craiova (4)     |
| 1991/92                     | Dinamo Bucarest (14)          |
| 1992/93                     | Steaua Bucarest (15)          |
| 1993/94                     | Steaua Bucarest (16)          |
| 1994/95                     | Steaua Bucarest (17)          |
| 1995/96                     | Steaua Bucarest (18)          |
| 1996/97                     | Steaua Bucarest (19)          |
| 1997/98                     | Steaua Bucarest (20)          |
| 1998/99                     | Rapid Bucarest (2)            |
| 1999/00                     | Dinamo Bucarest (15)          |
| 2000/01                     | Steaua Bucarest (21)          |
| 2001/02                     | Dinamo Bucarest (16)          |
| 2002/03                     | Rapid Bucarest (3)            |
| 2003/04                     | Dinamo Bucarest (17)          |
| 2004/05                     | Steaua Bucarest (22)          |
| 2005/06                     | Steaua Bucarest (23)          |
| 2006/07                     | Dinamo Bucarest (18)          |
| 2007/08                     | CFR Cluj (1)                  |
| 2008/09                     | Unirea Urziceni (1)           |
| 2009/10                     | CFR Cluj (2)                  |
| 2010/11                     | Oțelul Galați (1)             |
| 2011/12                     | CFR Cluj (3)                  |
| 2012/13                     | Steaua Bucarest (24)          |
| 2013/14                     | Steaua Bucarest (25)          |
| 2014/15                     | Steaua Bucarest (26)          |
| 2015/16                     | Astra Giurgiu (1)             |
| 2016/17                     | Viitorul Constanța (1)        |
| 2017/18                     | CFR Cluj (4)                  |
| 2018/19                     | CFR Cluj (5)                  |
| 2019/20                     | CFR Cluj (6)                  |
| 2020/21                     | CFR Cluj (7)                  |
| 2021/22                     | CFR Cluj (8)                  |
| 2022/23                     | FC Farul Constanța (1)        |
| 2023/24                     | FCSB (27)                     |
| 2024/25                     | FCSB (28)                     |

## Bilan
| Clubs                     | Titres | Années |
| ------------------------- | ------ | --- |
| Steaua Bucarest/FCSB      | 28     | 1951, 1952, 1953, 1956, 1960, 1961, 1968, 1976, 1978, 1985,1986, 1987, 1988, 1989, 1993, 1994, 1995, 1996, 1997, 1998,2001, 2005, 2006, 2013, 2014, 2015, 2024, 2025 |
| Dinamo Bucarest           | 18     | 1955, 1962, 1963, 1964, 1965, 1971, 1973, 1975, 1977, 1982,1983, 1984, 1990, 1992, 2000, 2002, 2004, 2007                                                            |
| Venus Bucarest            | 8      | 1920, 1921, 1929, 1932, 1934, 1937, 1939, 1940 |
| CFR Cluj                  | 8      | 2008, 2010, 2012, 2018, 2019, 2020, 2021, 2022 |
| UTA Arad                  | 6      | 1947, 1948, 1950, 1954, 1969, 1970 |
| Chinezul Timișoara        | 6      | 1922, 1923, 1924, 1925, 1926, 1927 |
| Universitatea Craiova     | 4      | 1974, 1980, 1981, 1991 |
| Petrolul Ploiești         | 4      | 1930, 1958, 1959, 1966 |
| Ripensia Timișoara        | 4      | 1933, 1935, 1936, 1938 |
| Rapid Bucarest            | 3      | 1967, 1999, 2003 |
| Argeș Pitești             | 2      | 1972, 1979 |
| Prahova Ploiești          | 2      | 1912, 1916 |
| Colentina Bucarest        | 2      | 1913, 1914 |
| Olimpia Bucarest          | 2      | 1910, 1911 |
| Unirea Tricolor Bucarest  | 1      | 1941 |
| CA Oradea                 | 1      | 1949 |
| Coltea Brașov             | 1      | 1928 |
| CSM Reșița                | 1      | 1931 |
| Unirea Urziceni           | 1      | 2009 |
| Astra Giurgiu             | 1      | 2016 |
| Romana-Americana Bucarest | 1      | 1915 |
| Oțelul Galați             | 1      | 2011 |
| Viitorul Constanța        | 1      | 2017 |
| FC Farul Constanța        | 1      | 2023 |

## Statistiques
| Joueurs | Joueurs            | Matchs |
| ------- | ------------------ | ------ |
| 1       | Ionel Dănciulescu  | 515    |
| 2       | Costică Ștefănescu | 490    |
| 3       | Florea Ispir       | 485    |
| 4       | László Bölöni      | 484    |
| 5       | Costel Câmpeanu    | 470    |
| 6       | Petre Marin        | 468    |
| 7       | Paul Cazan         | 465    |
| 8       | Cornel Dinu        | 454    |
| 9       | Constantin Stancu  | 447    |
| 10      | Ion Dumitru        | 442    |

| Joueurs | Joueurs           | Buts |
| ------- | ----------------- | ---- |
| 1       | Dudu Georgescu    | 252  |
| 2       | Ionel Dănciulescu | 214  |
| 3       | Rodion Cămătaru   | 198  |
| 4       | Marin Radu        | 190  |
| 5       | Florea Dumitrache | 170  |
| 5       | Ion Oblemenco     | 170  |
| 7       | Mircea Sandu      | 167  |
| 8       | Victor Pițurcă    | 166  |
| 9       | Mihai Adam        | 160  |
| 10      | Titus Ozon        | 157  |

## Compétitions européennes

### Classement du championnat
Le tableau ci-dessous récapitule le classement de la Roumanie au coefficient UEFA depuis 1960. Ce coefficient par nation est utilisé pour attribuer à chaque pays un nombre de places pour les compétitions européennes ainsi que les tours auxquels les clubs doivent entrer dans la compétition.
| 1960 | 1961 | 1962 | 1963 | 1964 | 1965 | 1966 | 1967 | 1968 | 1969 | 1970 | 1971 | 1972 | 1973 | 1974 | 1975 | 1976 | 1977 | 1978 | 1979 | 1980 | 1981 | 1982 | 1983 | 1984 | 1985 | 1986 | 1987 | 1988 | 1989 | 1990 | 1991 | 1992 |
| ---- | ---- | ---- | ---- | ---- | ---- | ---- | ---- | ---- | ---- | ---- | ---- | ---- | ---- | ---- | ---- | ---- | ---- | ---- | ---- | ---- | ---- | ---- | ---- | ---- | ---- | ---- | ---- | ---- | ---- | ---- | ---- | ---- |
| 17   | 20   | 21   | 21   | 21   | 20   | 14   | 13   | 15   | 15   | 17   | 18   | 16   | 16   | 16   | 16   | 16   | 21   | 23   | 22   | 22   | 22   | 16   | 16   | 14   | 15   | 11   | 13   | 15   | 8    | 9    | 11   | 10   |
| 1993 | 1994 | 1995 | 1996 | 1997 | 1998 | 1999 | 2000 | 2001 | 2002 | 2003 | 2004 | 2005 | 2006 | 2007 | 2008 | 2009 | 2010 | 2011 | 2012 | 2013 | 2014 | 2015 | 2016 | 2017 | 2018 | 2019 | 2020 | 2021 | 2022 | 2023 | 2024 | 2025 |
| 10   | 16   | 18   | 21   | 20   | 22   | 22   | 20   | 22   | 26   | 26   | 26   | 25   | 10   | 7    | 7    | 9    | 8    | 14   | 22   | 18   | 16   | 15   | 15   | 17   | 20   | 29   | 28   | 25   | 25   | 26   | 26   | 25   |

Le tableau suivant affiche le coefficient actuel du championnat roumain.
| Rang | Pays      | 2020-2021 | 2021-2022 | 2022-2023 | 2023-2024 | 2024-2025 | Coefficient |
| ---- | --------- | --------- | --------- | --------- | --------- | --------- | ----------- |
| 23   | Ukraine   | 6,800     | 4,200     | 5,700     | 4,100     | 3,600     | 24,400      |
| 24   | Hongrie   | 4,250     | 2,750     | 5,875     | 4,500     | 6,625     | 24,000      |
| 25   | Roumanie  | 3,750     | 2,250     | 6,250     | 3,250     | 7,750     | 23,250      |
| 26   | Russie    | 4,333     | 5,300     | 4,333     | 4,333     | 4,333     | 22,632      |
| 27   | Slovaquie | 1,500     | 4,125     | 6,000     | 5,000     | 4,625     | 21,250      |

### Coefficient UEFA des clubs
| Rang | Club                     | 2020-2021 | 2021-2022 | 2022-2023 | 2023-2024 | 2024-2025 | Coefficient |
| ---- | ------------------------ | --------- | --------- | --------- | --------- | --------- | ----------- |
| 84   | FCSB                     | 2,000     | 1,500     | 2,500     | 2,000     | 14,500    | 22,500      |
| 92   | CFR Cluj                 | 4,000     | 3,000     | 8,000     | 1,500     | 2,500     | 19,000      |
| 240  | CS Universitatea Craiova | 1,000     | 1,500     | 2,500     | -         | 1,500     | 7,000       |
| 253  | Sepsi Sfântu Gheorghe    | -         | 1,500     | 2,000     | 2,500     | -         | 6,000       |